# Mario Angiolini
Mario Angiolini (Modena, 1911. április 25. – Bologna, 1980. augusztus 27.) olasz labdarúgókapus.

## Fordítás
Ez a szócikk részben vagy egészben  a   Mario Angiolini című olasz Wikipédia-szócikk ezen változatának fordításán alapul.  Az eredeti cikk szerkesztőit annak laptörténete sorolja fel. Ez a jelzés csupán a megfogalmazás eredetét és a szerzői jogokat jelzi, nem szolgál a cikkben szereplő információk forrásmegjelöléseként.